# イギリス領インド洋地域

イギリス領インド洋地域
British Indian Ocean Territory

イギリス領インド洋地域（イギリスりょうインドようちいき、英語: British Indian Ocean Territory）は、チャゴス諸島を中心としたインド洋の約2300の島を含む地域であり、イギリスの海外領土。ディエゴガルシア島は、南端にある最大の島で、アメリカ軍の基地がある。なお、同地域の行政中心地は現在もセーシェルの首都ヴィクトリアにおかれている。

## 歴史
イギリス領インド洋地域は1965年11月8日にチャゴス諸島、アルダブラ環礁、ファーカー諸島、デロッシュ島(Des Roches)を含むイギリス領として成立した。1976年6月23日、アルダブラ環礁、ファーカー諸島、デロッシュ島はセーシェルとして独立し、チャゴス諸島のみとなった。チャゴス諸島は現在無人島で、モーリシャスから移り住んできた島民は、1967年から1973年の間にモーリシャスかセーシェルに移住させられた。

残されたチャゴス諸島についてはモーリシャスが長年にわたって返還を要求していたが、2024年10月3日にイギリス政府はチャゴス諸島をモーリシャスに返還すると発表した。返還後は元島民の帰還も可能となる一方で、ディエゴガルシア島の米英基地は保持される。

## 地理

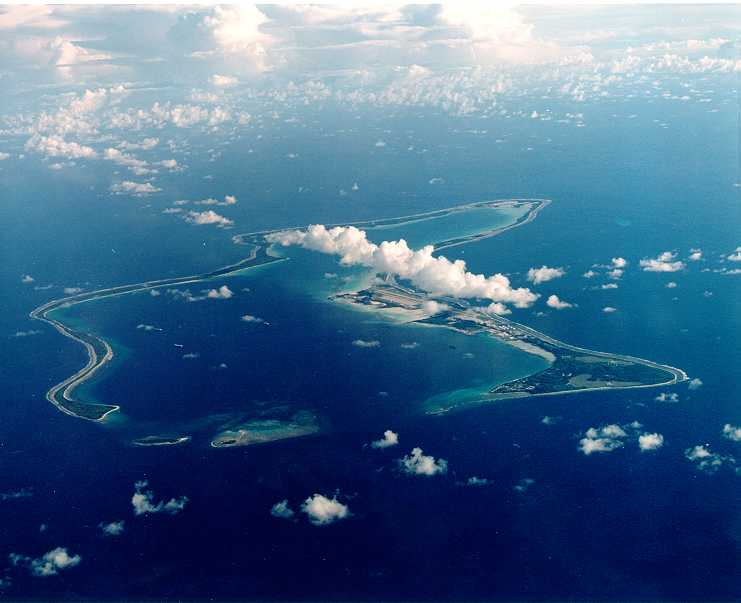
ディエゴガルシア島

東経71度から73度、南緯5度から8度の広範囲に広がっている諸島群を領域としている。全て小島嶼であり、最高所でも標高2mほどしかないサンゴ礁の島となっている。気候面では全域が熱帯に位置している。行政府所在地のセーシェルまでは西へ約2,000km離れている。

## 政治
行政本部はセーシェルのビクトリアにあり、インド洋総督府として行政を執行する。政治体制はイギリスの海外領土としており、弁務官が統治し、議会はない。

## 経済
軍事基地となっているディエゴガルシアを除き、経済活動はほとんどない。農業や工業は行われておらず、わずかに遠洋漁業が行われているのみである。

## 郵便
1968年より独自の郵便切手が発行されているが、2021年8月に万国郵便連合によって、チャゴス諸島より発送される国際郵便については、イギリスが発行した郵便切手を使用することを認めず、モーリシャス発行の切手を使った郵便物しか有効としないことが決定された。

## 返還
2024年10月3日イギリス政府はイギリス領インド洋地域をモーリシャスへ返還することを発表した。アフガニスタンやイラク戦争の紛争で出動されたディエゴガルシア島にあるアメリカ軍基地やイギリス軍基地は維持される。なお、基地の建設で移住を余儀なくされた元住民はチャゴス諸島への帰還が可能になる予定。